# 郊区 (泰安市)
泰安市郊区，中国旧区名。
1985年泰安市升为地级市，析周围11镇8乡置郊区。在今山东省泰安市郊，区人民政府驻泰安城关。2000年撤销，改设泰安市岱岳区。 